# Anna-Louise de Schönburg-Waldenbourg
 (décembre 2023).
Titres
Épouse du prétendant aux trônes de Schwarzbourg-Rudolstadt et de Schwarzbourg-Sondershausen
22 novembre 1918 – 16 avril 1925
(6 ans, 4 mois et 25 jours)
Princesse consort de Schwarzbourg-Sondershausen
28 mars 1909 – 22 novembre 1918
(9 ans, 7 mois et 25 jours)
Princesse consort de Schwarzbourg-Rudolstadt
9 décembre 1891 – 22 novembre 1918
(26 ans, 11 mois et 13 jours)
Anna-Louise de Schönburg-Waldenbourg (née le 19 février 1871 au château de Hermsdorf, à Ottendorf-Okrilla, morte le 7 novembre 1951 au château de Sondershausen) est princesse jusqu'à l'abdication de son mari, le prince Gonthier-Victor, et donc jusqu'à la fin de la monarchie en Allemagne le 23 novembre 1918 princesse de Schwarzburg-Rudolstadt et jusqu'au 25 novembre 1918 princesse de Schwarzburg-Sondershausen.

## Biographie

### Enfance et jeunesse
Le 19 février 1871, Anna-Louise naît au château de Hermsdorf. Elle est la seule fille et le plus jeune enfant du prince Georges de Schönburg-Waldenbourg (1828-1900) et de la princesse Louise (1844-1922), fille du prince Adolf zu Bentheim-Tecklenburg-Rheda (de). Elle passe son enfance à Hermsdorf et Schneeberg avec ses frères Hermann (de) (1865-1943) et Ulrich (1869-1939).
Elle n'est autorisée à vivre dans sa propre chambre qu'à partir de l'âge de huit ans, car elle était auparavant sous la stricte surveillance d'une nourrice. À six ans, elle reçoit son instruction avec son frère Ulrich et les enfants du capitaine von Hoffmann et du chef forestier von Obereigner. L'un de leurs professeurs est le pasteur Arnold Braue, qui sera surintendant général de Rudolstadt. Sa formation comprend également des cours de musique et de dessin. Anna-Louise apprend le violon et, à partir de 1879, le piano auprès de sa mère. Elle apprend la peinture et le dessin auprès du paysagiste Oskar Schütz et du portraitiste Heinrich Schönchen. Comme son père élève des chevaux, elle apprend l'équitation dès son enfance.
Afin d'acquérir une apparence et un comportement corrects dans les cercles nobles, sa mère prend en charge son éducation afin qu'Anna-Louise puisse se préparer au mieux à son futur rôle de représentante de la société royale. Elle accompagne sa mère lors de visites de courtoisie, à l'heure du thé, lors d'événements culturels et caritatifs.
Son premier amour était le comte Pückler, un ami d'université de son frère Hermann. Mais comme elle, en tant que fille de prince, devait se marier conformément à son statut, le comte lui est interdit.

### Princesse de Schwarzbourg-Rudolstadt
Le 8 novembre 1891, Anna-Louise se fiance avec son cousin Gonthier-Victor de Schwarzburg-Rudolstadt, qui est de 19 ans son aîné, après que ses fiançailles avec Louise-Charlotte de Saxe-Altenbourg sont mutuellement rompues. Le mariage arrangé au sein de la cellule familiale est conclu le 9 décembre 1891 à Rudolstadt. Alors que le mariage civil a lieu dans la salle rouge du château de Heidecksburg, le mariage religieux a ensuite lieu dans l'église du château (aujourd'hui la galerie de porcelaine). 130 invités assistent aux festivités.
La grossesse est annoncée six mois après le mariage. Cela semble assurer la succession au trône. Mais des complications surviennent dès le septième mois et le 1er septembre 1892, un garçon est mort-né, il était déjà mort dans le ventre de sa mère. La princesse tombe alors dans une fièvre puerpérale, couplée à une pleurésie et une inflammation abdominale ainsi qu'une paralysie cardiaque partielle. Des effets tardifs empêchent de futures grossesses, ce qui représente une catastrophe dynastique pour la famille royale.
Anna-Louise est affectée par la fausse couche, ce qui se reflète également dans son apparence. Contrairement à la mode de l'époque, elle a les cheveux courts et ses vêtements ne correspondent souvent pas aux goûts du moment.
La princesse reste politiquement réservée autant que possible, elle connaît cependant parfaitement l'actualité politique. Ce n'est qu’après 1914 que leur rôle changera radicalement.
En épousant Gonthier-Victor, elle endosse le rôle de « mère de campagne » en tant qu'épouse du prince. Elle est responsable du mécénat de diverses institutions et associations à but non lucratif. Par exemple, en 1893, elle soutient la création d'un service d'assistance aux personnes âgées et aux pauvres à Quittelsdorf et en 1901, l'Anna-Luisen-Stift (de) à Bad Blankenburg. Elle est également présente à de nombreux clubs de guerre, fêtes civiques ou de tir et des inaugurations de bâtiments publics, ainsi qu'au monument du Kyffhäuser près de Bad Frankenhausen.
En 1906, Anna-Louise rencontre au château de Schwarzbourg Henry Van de Velde, fondateur de l'école des arts et métiers de Weimar (de). Il devient l'hôte bienvenu de la famille royale. On lui donna même un pied-à-terre dans la faisanderie près de Schwarzbourg, qu'il meuble selon ses propres goûts. Même si la princesse a un goût plutôt conservateur en matière d'art, elle est très ouverte au travail de van de Velde. Elle se rend pour la première fois à Weimar en mai 1907 pour rendre visite à l'artiste. À l'invitation du prince à son accession cérémonielle au pouvoir de la Principauté de Schwarzburg-Sondershausen, Henry van de Velde suit le couple royal dans la ville résidentielle de Sondershausen en 1909.

### Princesse de Schwarzbourg-Sondershausen
Après la mort du prince Charles-Gonthier de Schwarzbourg-Sondershausen et l'extinction associée de la lignée partielle de Sondershausen dans la lignée masculine, Gonthier-Victor, son cousin, reprend également le gouvernement de cette principauté en union personnelle en 1909. Anna-Louise reçoit également le titre de princesse de Schwarzbourg-Sondershausen.
Le couple royal dispose désormais de six résidences différentes, il change régulièrement tous les deux mois environ.
Afin d'assurer la pérennité de la maison de Schwarzbourg, le prince Sizzo de Leutenberg est nommé successeur par la loi du 1er juin 1896 et reconnu comme membre de la lignée masculine de Schwarzbourg. Il peut alors se faire appeler Prince de Schwarzbourg. Mais au fil du temps, les relations entre les grands cousins Sizzo et Günther Victor se détériorent. Sizzo se sent constamment désavantagé, sans aucune raison valable. Un différend qui paraît même dans la presse pousse le prince à refuser à Sizzo la résidence dans les châteaux de Rudolstadt et de Schwarzbourg et, en 1910, il n'est autorisé à s'appeler Prince de Schwarzbourg que par décret. En 1918, le conflit devient si grave qu’ils ne communiquent que par l'intermédiaire d’avocats.
En raison de l'instabilité nerveuse de son mari et de ses problèmes circulatoires et cardiaques, Anna-Louise doit adapter autant que possible sa routine quotidienne à l'état de santé de son mari. Elle voyage souvent avec Gonthier-Victor pour des traitements médicalement prescrits. Dans les heures calmes, lorsque son mari est aux réunions du cabinet ou à la chasse, elle prend le temps d'écrire, de lire et de pratiquer son passe-temps favori, la photographie.

### Fin de la monarchie
Lors de la révolution allemande de 1918-1919, Gonthier-Victor est le dernier prince fédéral à abdiquer en tant que prince de Schwarzbourg-Rudolstadt le 23 novembre et en tant que prince de Schwarzbourg-Sondershausen le 25 novembre. Le couple royal conserve alors les châteaux de Schwarzbourg et de Rathsfeld (de) ainsi que les terres et droits de résidence associés dans les châteaux résidentiels de Heidecksburg et Sondershausen. Le Land de Thuringe leur garantit une allocation annuelle appropriée. Une grande partie du patrimoine immobilier et du patrimoine artistique est transférée à la Fürst-Günther-Stiftung, fondée le 22 novembre 1918.
Ce n’est qu’après une longue période, le cœur lourd, qu'Anna-Louise peut accepter la perte forcée du sens. Selon elle, les dirigeants veulent probablement les conserver uniquement comme « raretés historiques ». La question de l'indemnité de départ de la maison princière, que le Land de Thuringe était censé verser, ne sera finalement jamais clarifiée.
Le 16 avril 1925, Gonthier-Victor décède au château de Sondershausen des suites d'une longue maladie. Son mari avait fait de son épouse l'unique héritière, elle peut poursuivre le litige avec Sizzo. Même après la mort de Sizzo en 1926, Anna-Louise exclut l'adoption de son fils unique, Frédéric-Gonthier de Schwarzbourg, car il poursuit aussi la bataille juridique de son père contre elle. En 1942, la dernière princesse de Schwarzbourg décide d'adopter le prince Guillaume de Schönburg-Waldenburg, le plus jeune fils de son frère Ulrich.
Cependant, après la Seconde Guerre mondiale en 1945, la force d'occupation soviétique l'exproprie, la majeure partie de la propriété de Schwarzbourg est transférée à la propriété publique. Cependant, elle est autorisée à rester dans le palais résidentiel de Sondershausen jusqu'à sa mort en 1951. Elle est l'un des trois membres des anciennes maisons dirigeantes devenues citoyens de la République démocratique allemande en 1949, aux côtés du duc Ernest II de Saxe-Altenbourg, le seul prince fédéral allemand à avoir régné jusqu'en 1918, et de l'ancienne duchesse Adélaïde de Saxe-Altenbourg.

## Source de traduction
1. ↑  (de) Falk Getschmann, « Wie Günther Reinecke vor 150 Jahren in den Ruinen der Burg Kyffhausen eine Gastwirtschaft eröffnete », sur Mitteldeutsche Zeitung, 2023 (consulté le 6 décembre 2023)
2. ↑  (de) « Ausstellung in der KulTourDiele », sur Ville de Rudolstadt, 2013 (consulté le 6 décembre 2023)

- (de) Cet article est partiellement ou en totalité issu de l’article de Wikipédia en allemand intitulé « Anna Luise von Schwarzburg » (voir la liste des auteurs).